# Зміїношия черепаха Прітчарда
Зміїношия черепаха Прітчарда (Chelodina pritchardi) — вид черепах з роду Австралійська зміїношийна черепаха родини Змієшиї черепахи. Отримала назву на честь американського зоолога Петера Прітчарда.

## Опис
Завдовжки карапакс досягає 22,8 см. Голова помірного розміру. Шия довга й тонка з численними маленькими шипами. Карапакс округлий, розширюється ззаду. Має зморшкувату поверхню. Забарвлення карапаксу коричневе. Пластрон жовтуватий з темним малюнком. Голова, шия та кінцівки мають сіро-коричневого забарвлення. Знизу вони кремового відтінку.

## Спосіб життя
Полюбляє річки, струмки, болота. Харчується дрібною рибою, молюсками, комахами, пагонами рослин.
Самиця відкладає 1—4 овальних білих яйця з твердою шкаралупою. Розмір яєць 26,4–27,9 x 18,0–19,7 мм. Інкубаційний період триває до 80—100 діб.

## Розповсюдження
Мешкає на південному сході о. Нова Гвінея.